# Echinomuricea ochracea
Echinomuricea ochracea är en korallart som beskrevs av Thomson och Simpson 1909. Echinomuricea ochracea ingår i släktet Echinomuricea och familjen Plexauridae. Inga underarter finns listade i Catalogue of Life.